# Yellow Dog Linux
Yellow Dog Linux (YDL) je v informatice již ukončená a nepodporovaná linuxová distribuce pro počítačovou architekturu Power, kterou vyvíjela firma Fixstars (dříve Terra Soft). Yellow Dog Linux byl poprvé vydán v roce 1999 pro Apple Macintosh. Distribuce je postavena na zdrojových kódech Red Hat Enterprise Linuxu (stejně jako například distribuce CentOS).

## Funkce
Yellow Dog Linux je založen na zdrojových kódech Red Hat Enterprise Linuxu, takže obsahuje shodné jádro operačního systému i stejné další aplikace. Stejně tak používá RPM package manager a jeho nadstavbu Yum.
Navíc obsahuje software pro provoz serveru v podniku, výpočetního serveru nebo clusteru od firmy Terra Soft Solutions, tzv. Yellow Dog Linux Enterprise (pro podnikové servery) a Y-HPC (pro výpočetní servery/clustery), které jsou na tyto účely zaměřeny.
Ačkoli několik jiných linuxových distribucí podporuje architekturu Power, Yellow Dog Linux byl odlišný pro jeho zaměření na platformu Apple Macintosh, dříve než Apple přešel na platformu Intel. Obsahuje plnou podporu pro AirPort (Apple implementace standardu IEEE 802.11b-1999 bezdrátového síťového standardu Wi-Fi), částečnou podporu AirPort Extreme a podporu Bluetooth pro přístup k internetu přes mobilní telefony.
Yellow Dog Linux byl revidován na podporu Sony PlayStation 3 a na poměrně rozšířenou platformu IBM pSeries. Přitom se zachovávala jeho dlouholetá podpora PowerPC založená na Apple hardware.

## Distribuce
Yellow Dog Linux byl prodáván společností Fixstars do konzole Sony PlayStation 3 a u IBM mohl být předinstalován do pracovních stanic a serverů. Stejně jako v případě většiny ostatních linuxových distribucí, prodejci část příjmů z prodeje těchto produktů zpětně investovali do vylepšování operačního systému Linux a dalších aplikací, které byly v distribuci používány.

## Historie
Následující tabulka shrnuje historii Yellow Dog Linux:
| Verze | Jméno   | Datum spuštění    | Linux verze | Poznámka                                                                                |
| ----- | ------- | ----------------- | ----------- | --------------------------------------------------------------------------------------- |
| 1.1   | ?       | 8. březen 1999    | 2.2.15      |                                                                                         |
| 1.2   | ?       | 4. březen 2000    | 2.2.19      |                                                                                         |
| 2.0   | Pomona  | 17. květen 2001   | 2.4.10      |                                                                                         |
| 2.1   | Fuji    | 17. říjen 2001    | 2.4.18      |                                                                                         |
| 2.2   | Rome    | 22. březen 2002   | 2.4.19      |                                                                                         |
| 2.3   | Dayton  | 23. červen 2002   | 2.4.20      |                                                                                         |
| 3.0   | Sirius  | 19. březen 2003   | 2.4.22      |                                                                                         |
| 3.0.1 | "       | 17. září 2003     | 2.4.22      | Řeší problém s RPM ve ver. 3,0                                                          |
| 4.0   | Orion   | 29. září 2004     | 2.6.15-rc5  |                                                                                         |
| 4.1   | Sagitta | 2. únor 2006      | "           |                                                                                         |
| 5.0   | Phoenix | 27. listopad 2006 | 2.6.16      | Podpora pro PlayStation 3 (Cell)                                                        |
| 5.0.1 | "       | 27. březen 2007   | 2.6.17      |                                                                                         |
| 5.0.2 | "       | 14. červen 2007   | 2.6.22-rc4  | Podpora pro IBM pSeries                                                                 |
| 6.0   | Pyxis   | 5. únor 2008      | 2.6.23      |                                                                                         |
| 6.1   | ?       | 19. listopad 2008 | 2.6.27      |                                                                                         |
| 6.1   | Pyxis   | 1. únor 2009      | 2.6.28      | https://web.archive.org/web/20090807095323/http://ydl.oregonstate.edu/iso/RELEASE-NOTES |
| 6.2   | ?       | 29. červen 2009   | 2.6.29      |                                                                                         |